# Wirtschafts-Identifikationsnummer
Die Wirtschafts-Identifikationsnummer (§ 139c AO; Abk.: W-IdNr.) ist ein eindeutiges und dauerhaftes Identifikationsmerkmal für Steuerzwecke bei wirtschaftlich Tätigen in Deutschland (§ 139a Abs. 3 AO). Die Vergabe erfolgt stufenweise und hat am 1. November 2024 begonnen.
Wirtschaftlich Tätige sind:
- natürliche Personen, die wirtschaftlich tätig sind,
- juristische Personen und
- Personenvereinigungen.

Sind natürliche Personen wirtschaftlich tätig, erhalten sie zusätzlich zur persönlichen Steueridentifikationsnummer eine W-IdNr., sodass der betriebliche Bereich klar und eindeutig von der privaten Sphäre getrennt werden kann.

## Aufbau
Die W-IdNr. entspricht in ihrem Aufbau der deutschen Umsatzsteuer-Identifikationsnummer. Zusätzlich wird ein fünfstelliges Unterscheidungsmerkmal (-00001, -00002 usw.) für verschiedene wirtschaftliche Tätigkeiten ergänzt.
Beispiel W-IdNr.: DE123456789-00001

## Verfahren
Das Bundeszentralamt für Steuern vergibt nach und nach die W-IdNr. auf Anforderung der zuständigen Finanzbehörde und teilt diese dem wirtschaftlich Tätigen mit, ohne dass ein Antrag erforderlich ist. Wurde bereits vor der Einführung der W-IdNr. eine USt-IdNr. vergeben, erfolgt keine gesonderte Mitteilung: Die W-IdNr. entspricht in dem Fall der USt-IdNr. zzgl. dem Suffix -00001.
In der ersten Stufe wird die Nummer an wirtschaftlich Tätige vergeben, die zur Abgabe einer Umsatzsteuerjahreserklärung verpflichtet oder Kleinunternehmer sind. Voraussichtlich ab dem 3. Quartal 2025 bekommen alle anderen wirtschaftlich Tätigen eine W-IdNr. zugewiesen. Werden mehrere wirtschaftliche Tätigkeiten ausgeübt, vergibt das BZSt ab 2026 weitere Unterscheidungsmerkmale (bspw. -00002 für eine zweite wirtschaftliche Tätigkeit).
Am 3. Oktober 2024 trat die Verordnung zur Vergabe steuerlicher Wirtschafts-Identifikationsnummern (Wirtschafts-Identifikationsnummer-Verordnung – WIdV) in Kraft.